# Elecciones estatales de Veracruz de 1998
Las Elecciones estatales de Veracruz de 1998 se llevaron a cabo el domingo 2 de agosto de 1998, y en ellas se renovaron los siguientes cargos de elección popular en el estado mexicano de Veracruz:
- Gobernador de Veracruz. Titular del Poder Ejecutivo del estado, electo para un periodo de seis años no reelegibles en ningún caso, el candidato electo fue Miguel Alemán Velasco.
- Diputados del Congreso del Estado. Electos por mayoría relativa en cada uno de los Distrito Electorales.

## Resultados electorales

### Gobernador
|  | 26.48 % |

|  | 47.79 % |

|  | 17.50 % |

|  | 6.05 % |

### Diputados
|                                         | Partido Acción Nacional                     | 2  |
|                                         | Partido Revolucionario Institucional        | 21 |
|                                         | Partido de la Revolución Democrática        | 1  |
|                                         | Partido Auténtico de la Revolución Mexicana | 1  |
|                                         | Partido del Trabajo                         | 0  |
|                                         | Partido Verde Ecologista de México          | 0  |
| Fuente Instituto Electoral de Veracruz. |                                             |    |